# Ulice nędzy
Ulice nędzy (oryg. Mean Streets) – amerykański film (dramat kryminalny) z 1973 w reżyserii Martina Scorsese. W rolach głównych wystąpili Robert De Niro i Harvey Keitel.

## Fabuła
W Małej Italli w Nowym Jorku Charlie (Keitel) i Johnny Boy (De Niro) starają się uzyskać pozycję w światku mafii. Charlie ma większe szanse, ponieważ jego wujek Giovanni jest miejscowym caporegime i obiecał mu zarządzanie restauracją. Charlie pracuje dla niego głównie przy pobieraniu długów. Johnny Boy jest natomiast lekkomyślny, ma coraz większe długi, których nie spłaca, i lekceważąco, prowokacyjnie odnosi się do wierzyciela, co kończy się tragicznie.
Charlie stara się wyciągnąć swego przyjaciela Johnny'ego z kłopotów, ale i on jest w dziecinny sposób lekceważony. Charlie jest osobą religijną, ma też po kryjomu romans z kuzynką Johnny'ego, Teresą, epileptyczką, który byłby nie do przyjęcia dla wuja Giovanniego.